# Tres hermanas de corazón puro
Tres hermanas de corazón puro (乙女ごころ三人姉妹 Otome-gokoro sannin shimai?) es una película dramática japonesa de 1935 dirigida por Mikio Naruse. Está basada en el cuento Hermanas de Asakusa (浅草の姉妹 Asakusa no shimai?) de Yasunari Kawabata y fue la primera película sonora del director.

## Sinopsis
O-Ren, O-Some y Chieko son hijas de una mujer curtida de mediana edad que dirige un negocio de músicos de shamisen, ganando su dinero en sus rondas nocturnas en bares de Asakusa. Mientras O-Some todavía trabaja en el negocio de su madre, Chieko, su hermana menor, trabaja como bailarina en un club nocturno. O-Ren, la mayor, intenta conformarse con una vida doméstica con su novio Kosugi en un intento de escapar del submundo con el que ha sido asociada. Al necesitar dinero, O-Ren atrae a Aoyama (sin saber que es el novio de Chieko) a un departamento, donde sus amigos gánsteres lo amenazan. O-Some, que es testigo del crimen, es herida con un cuchillo cuando interfiere para ayudar a Aoyama. Aunque conoce el plan de O-Ren, O-Some se despide de su hermana y de Kosugi en la estación de tren. Dejado solo con dolor en la sala de espera, O-Some murmura, «eso salió bien».

## Reparto
- Chikako Hosokawa como O-Ren, la hermana mayor;
- Masako Tsutsumi como O-Some, la hermana del medio;
- Ryuko Umezono como Chieko, la hermana menor;
- Chitose Hayashi como la madre;
- Chisato Matsumoto como O-Haru;
- Masako Sanjo como O-Shima;
- Mariyo Matsumoto como O-Kinu;
- Heihachirō Ōkawa como Aoyama, el novio de Chieko;
- Osamu Takizawa como Kosugi, el novio de O-Ren.

## Producción
Tres hermanas de corazón puro fue la primera película de Naruse para el estudio de cine P.C.L. (más tarde Tōhō) después de dejar de trabajar con Shochiku. Naruse permanecería afiliado a P.C.L./Tōhō por el resto de su carrera profesional hasta 1967. En 1954, adaptó otra obra de Kawabata con su película La voz de la montaña.